# Beauquesne
Beauquesne (picardisch: Bieutchène) ist eine nordfranzösische Gemeinde mit 1341 Einwohnern (Stand 1. Januar 2022) im Département Somme in der Region Hauts-de-France. Die Gemeinde gehört zum Kanton Doullens und ist Teil der Communauté de communes du Territoire Nord Picardie.

## Geographie
Die ausgedehnte Gemeinde liegt rund zehn Kilometer südsüdwestlich von Doullens an der Départementsstraße D23 nach Corbie. Der Name leitet sich von der lokalen Bezeichnung der Eiche ab („Schöneiche“).

## Geschichte
Das feste Schloss, dessen Ruinen in der Französischen Revolution auf Abbruch verkauft wurden, wurde um 1182 errichtet.
Im 'Château Val Vion', etwa 20 Kilometer hinter der Front, hatte der britische General Douglas Haig 1916 während der Schlacht an der Somme sein Hauptquartier.

## Einwohner
| 1962 | 1968 | 1975 | 1982 | 1990 | 1999 | 2006 | 2010 |
| ---- | ---- | ---- | ---- | ---- | ---- | ---- | ---- |
| 1242 | 1265 | 1194 | 1139 | 1147 | 1176 | 1271 | 1344 |

## Verwaltung
Bürgermeister (maire) ist seit 2001 François Durieux.

## Sehenswürdigkeiten
- Die neoromanische Kirche Saint-Jean-Baptiste, ein Ziegelbau aus dem 20. Jahrhundert, mit gotischem Turm aus dem 13. Jahrhundert, in die Liste der Monuments historiques eingetragen 1926 (Base Mérimée PA00116090).